# Bilecik (circonscription électorale)
La circonscription électorale de Bilecik correspond à la province du même nom et envoie 2 députés à la Grande Assemblée nationale de Turquie.

## Composition
La circonscription de Bilecik est divisée en 8 districts (ilçe). Chaque district est composé d'un chef-lieu et de municipalités (communes et villages).

## Résultats électoraux

### Élections législatives de juin 2015
| Partis                   | Partis                                        | Voix | %   | Sièges | +/-           | Élus          |
| ------------------------ | --------------------------------------------- | ---- | --- | ------ | ------------- | ------------- |
|                          | Parti de la justice et du développement (AKP) |      |     | 1      |               | Halil Eldemir |
|                          | Parti républicain du peuple (CHP)             |      |     | 1      | 1             | Yaşar Tüzün   |
|                          |                                               |      |     |        |               |               |
| Total                    | Total                                         |      | 100 | 2      | en stagnation | -             |
| Inscrits / participation |                                               |      |     |        |               |               |

### Élections législatives de novembre 2015
| Partis                   | Partis                                        | Voix | %   | Sièges | +/-           | Élus          |
| ------------------------ | --------------------------------------------- | ---- | --- | ------ | ------------- | ------------- |
|                          | Parti de la justice et du développement (AKP) |      |     | 1      | en stagnation | Halil Eldemir |
|                          | Parti républicain du peuple (CHP)             |      |     | 1      | en stagnation | Yaşar Tüzün   |
|                          |                                               |      |     |        |               |               |
| Total                    | Total                                         |      | 100 | 2      | en stagnation | -             |
| Inscrits / participation |                                               |      |     |        |               |               |

### Élections législatives de 2018
| Partis                   | Partis                                        | Voix    | %     | Sièges | +/-           | Élus        |
| ------------------------ | --------------------------------------------- | ------- | ----- | ------ | ------------- | ----------- |
|                          | Parti de la justice et du développement (AKP) | 61 261  | 43,31 | 1      | en stagnation | Selim Yağcı |
|                          | Parti républicain du peuple (CHP)             | 39 824  | 28,15 | 1      | en stagnation | Yaşar Tüzün |
|                          | Le Bon Parti (İYİ)                            | 19 960  | 14,11 | 0      | Nv.           |             |
|                          | Parti d'action nationaliste (MHP)             | 13 213  | 9,34  | 0      | en stagnation |             |
|                          | Parti démocratique des peuples (HDP)          | 4 776   | 3,16  | 0      | en stagnation |             |
|                          | Parti de la félicité (SP)                     | 1 583   | 1,12  | 0      | en stagnation |             |
|                          | Parti de la cause libre (HÜDA PAR)            | 459     | 0,32  | 0      | en stagnation |             |
|                          | Parti patriote (VATAN)                        | 386     | 0,27  | 0      | en stagnation |             |
|                          |                                               |         |       |        |               |             |
| Total                    | Total                                         | 141 462 | 100   | 2      | en stagnation | -           |
| Inscrits / participation | Inscrits / participation                      | 154 403 | 90,80 |        |               |             |

### Élections législatives de 2023
| Partis                   | Partis                                        | Voix    | %     | Sièges | +/-           | Élus          |
| ------------------------ | --------------------------------------------- | ------- | ----- | ------ | ------------- | ------------- |
|                          | Parti de la justice et du développement (AKP) | 57 827  | 37,30 | 1      | en stagnation | Halil Eldemir |
|                          | Parti républicain du peuple (CHP)             | 41 425  | 26,72 | 1      | en stagnation | Yaşar Tüzün   |
|                          | Le Bon Parti (İYİ)                            | 18 856  | 12,16 | 0      | en stagnation |               |
|                          | Parti d'action nationaliste (MHP)             | 15 965  | 10,30 | 0      | en stagnation |               |
|                          | Nouveau parti de la prospérité (YRP)          | 5 019   | 3,24  | 0      | Nv.           |               |
|                          | Parti de la gauche verte (YSP)                | 4 473   | 2,89  | 0      | en stagnation |               |
|                          | Parti de la victoire (ZP)                     | 3 453   | 2,23  | 0      | Nv.           |               |
|                          | Parti de la patrie (M)                        | 1 900   | 1,23  | 0      | Nv.           |               |
|                          | Parti des travailleurs de Turquie (TIP)       | 1 393   | 0,90  | 0      | en stagnation |               |
|                          | Parti de la grande unité (BBP)                | 1 327   | 0,86  | 0      | en stagnation |               |
|                          | Parti jeune (GP)                              | 563     | 0,36  | 0      | en stagnation |               |
|                          | Parti de la justice (AP)                      | 530     | 0,34  | 0      | Nv.           |               |
|                          | Parti de la mère patrie (ANAP)                | 389     | 0,25  | 0      | en stagnation |               |
|                          | Parti de la nation (MP)                       | 199     | 0,13  | 0      | en stagnation |               |
|                          | Parti de la justice et de l'unité (AB)        | 183     | 0,12  | 0      | Nv.           |               |
|                          | Parti patriote (VATAN)                        | 173     | 0,11  | 0      | en stagnation |               |
|                          | Parti communiste de Turquie (TKP)             | 120     | 0,08  | 0      | en stagnation |               |
|                          | Parti de gauche (SOL)                         | 114     | 0,07  | 0      | en stagnation |               |
|                          | Parti des droits et libertés (HAK)            | 100     | 0,06  | 0      | en stagnation |               |
|                          | Parti de libération du peuple (HKP)           | 91      | 0,06  | 0      | en stagnation |               |
|                          | Parti de l'union du pouvoir (GBP)             | 90      | 0,06  | 0      | Nv.           |               |
|                          | Mouvement communiste (TKH)                    | 36      | 0,02  | 0      | Nv.           |               |
|                          | Parti de l'innovation (YP)                    | 36      | 0,02  | 0      | Nv.           |               |
|                          | Parti de la route nationale (MYP)             | 1       | 0,00  | 0      | Nv.           |               |
|                          | Indépendants (Ind.)                           | 771     | 0,50  | 0      | en stagnation |               |
|                          |                                               |         |       |        |               |               |
| Total                    | Total                                         | 155 034 | 100   | 2      | en stagnation | -             |
| Inscrits / participation | Inscrits / participation                      | 167 113 | 91,97 |        |               |               |